# Otto Tiemann
Otto Tiemann (* 12. Februar 1890 in Vilsen; † 20. April 1952 in Bruchhausen-Vilsen) war ein deutscher Offizier, zuletzt General der Pioniere im Zweiten Weltkrieg.

## Leben
Otto Tiemann war 1909 im Dienstgrad eines Leutnants beim Pionier-Bataillon 24 und diente als Offizier im Ersten Weltkrieg. Er war 1914 an der Belagerung von Antwerpen beteiligt. Nach Ende des Krieges wechselte er in die Reichswehr. Dort war er u. a. im 2. (Preußischen) Pionier-Bataillon in Stettin und um 1930 im Stab der 1. Division.
In der Wehrmacht war er 1936 Höherer Pionieroffizier 3 in Dresden, wurde 1937 zum Generalmajor befördert und führte als Generalleutnant ab der Aufstellung der Division im September 1939 mit Unterbrechung bis September 1943 als Kommandeur die 93. Infanterie-Division. Sein Nachfolger wurde Oberst Gottfried Weber. Anfang Februar 1944 wurde Tiemann zum Kommandierenden General des XXIII. Armeekorps ernannt. Im Mai 1944 war er zum General der Pioniere befördert worden. Mit dem Korps kämpfte er u. a. in der Operation Bagration. Im Oktober 1944 wurde er von seinem Kommando entbunden. Ab Ende Dezember 1944 leitete er als Kommandierender General bis zum Kriegsende das XVII. Armeekorps. Mit diesem war er Anfang 1945 in der Weichsel-Oder-Operation und Westkarpatischen Operation involviert. Anschließend beteiligte sich das Korps im Februar 1945 an der Niederschlesischen Operation.
Ab 1951 setzte er sich für die Neugründung des Waffenring Deutscher Pioniere und verfasste am 15. August 1951 das erste Rundschreiben mit dem Aufruf zur Neugründung.

## Auszeichnungen
- Eisernes Kreuz (1914) II. und I. Klasse[4]
- Verwundetenabzeichen (1918) in Schwarz
- Bayerischer Militärverdienstorden IV. Klasse mit Schwertern[4]
- Spange zum Eisernen Kreuz II. und I. Klasse
- Deutsches Kreuz in Gold am 19. Dezember 1941
- Ritterkreuz des Eisernen Kreuzes am 28. April 1943[7]

## Werke
- Pioniere im Gefecht: Aufgaben für Trupps, Gruppen und Züge. Mittler, Berlin, 1935, 2. Auflage 1938.
- Pioniere im Gefecht: Der Gefechtsdienst. Mittler, Berlin, 1938.
- Einsatz im Osten: Divisionsgeschichte der 93. Infanterie-Division. 1941.